# سيد مشعل
سيد مشعل (22 أغسطس 1942 -)، هو وزير الإنتاج الحربي المصري الأسبق منذ سنة 1999 وعضو سابق في الحزب الوطني الديمقراطي المنحل.

## حياته ونشأته
ولد في حي مصر القديمة بالقاهرة بتاريخ 22 أغسطس 1942 من عائلة المشعلية وهي من العائلات الكبيرة بمحافظة الشرقية، حصل على بكالوريوس العلوم الكيميائية - جامعة القاهرة وماجستير العلوم الكيميائية ودكتوراه العلوم الكيميائية.
كان نائبا عن الدائرة 24 بمجلس الشعب فئات منذ عام 2000 ولمدة دورتان وهو مرشح الحزب الوطنى الديمقراطى عن مقعد الفئات عن الدائرة الأولى بمحافظة حلوان في الانتخابات البرلمانية لعام 2010 حتي صدور القرار رقم 3 من القوات المسلحة المصرية بحل مجلسي الشعب.

## المناصب التي شغلها

### الحالية
- 1999 وزير الدولة للإنتاج الحربي

### السابقة
- 2000 عضو الحزب الوطني الديمقراطي الذي تم حله قضائيا
- 2000 نائب عن محافظة القاهرة الدائرة الرابعة والعشرون ومقرها حلوان – مصر
- 2005 نائب عن محافظة القاهرة الدائرة الرابعة والعشرون (قسم شرطة حلوان – مصر)
- 2010 نائب عن محافظة حلوان الدائرة الأولى (قسم شرطة حلوان – مصر)

- الموقع الرسمي للدكتور سيد مشعل

1. ↑  "سيد مشعل لـ"مصراوي": عُدت إلى الحياة السياسية عبر "الوفد" ولتوثيق وتأريخ ثورتَي يونيو وأكتوبر". مصراوي.كوم. مؤرشف من الأصل في 2023-12-08. اطلع عليه بتاريخ 2024-01-03.
2. ↑  "سيد مشعل يدلى بصوته في الانتخابات الرئاسية بالتجمع الخامس". اليوم السابع. 10 ديسمبر 2023. مؤرشف من الأصل في 2024-01-04. اطلع عليه بتاريخ 2024-01-03.

http://www.sayed-mashel.name.eg/Wazir.Site/Biography.aspx